# 两河乡 (花垣县)
两河乡，是中华人民共和国湖南省湘西土家族苗族自治州花垣县下辖的一个乡镇级行政单位。

## 行政区划
两河乡下辖以下地区：
路桥村、斗拱村、两河村、石花村、土屯村、水田村、桐木村、毛岗村、麻拉村、马岩村、盐井村和牛心村。